# Пам'ятник морякам Дунайської військової флотилії
Пам'ятник на честь моряків Дунайської військової флотилії у вигляді малого річкового бронекатера БКА-134. Встановлений 30 липня 1967 року на території парку Дружби народів у місті Ізмаїл Одеської області.

## Історія
Після окупації Бессарабії у 1940 році почалося формування Дунайської військової флотилії для захисту радянських кордонів на Дунаї. До її складу увійшла частина кораблів та суден Дніпровської флотилії та Чорноморського флоту.
Бойові дії на Дунаї розпочалися ранком 22 червня 1941 року — артилерія нанесла масований вогневий наліт на портові споруди Ізмаїла та кораблі флотилії, які було у ньому розміщені. У цей період флотилія націлена на зміцнення власних позицій на Дунаї та у Кілійському гирлі для унеможливлювання вторгнення ворога до Південної Бессарабії.
Дунайська військова флотилія в оборонних боях Радянської Армії на півдні виконувала бойові завдання з допомоги військам на Дунаї, Південному Бузі, Дніпрі, в районі Тендри, а згодом й у Керченській протоці.
Після евакуації Керчі, 14 листопада 1941 року Дунайську флотилію було розформовано — її кораблі були включені до Азовської флотилії, у складі якої вона продовжували діяти до 1944 року.
У квітні 1944 року у зв'язку із перенесенням бойових дій до басейну Дунаю, рішенням Ставки Верховного Головнокомандування Дунайську флотилію було відтворено. Місцем формування й початкового базування кораблів флотилії став Дніпровсько-Бузький лиман, згодом — місто Одеса. Очолив відтворену флотилію контрадмірал Сергій Горшков.
Бойові дії Дунайська флотилія завершила на території Австрії. З грудня 1944 й до кінця війни флотилією командує контрадмірал Георгій Холостяков.
В цілому за два останні роки війни Дунайська флотилія здійснила перевезення близько 1 млн осіб, понад 1500 танків та самохідних артилерійських установок. З'єднання було відзначено орденами «Червоного Прапора», «Нахімова» (I ступеня) та «Кутузова» (II ступеня), а також нагородами іноземних держав.
24 червня 1945 року 5 офіцерів та 7 матросів Дунайської флотилії взяли участь у Параді Перемоги на Красній площі у Москві, а 22 липня 1945 року — у параді на День ВМФ у Будапешті брали участь багато кораблів флотилії.
Влітку та восени 1945 року проводилася очистка Дунаю та її притоків від мін. Тральні роботи тривали до осені 1948 року, після чого ріка стала безпечною для судноплавства.
З серпня 1945 року та до розформування у 1960 році, Дунайська військова флотилія базувалася в Ізмаїлі.

## Опис пам'ятника

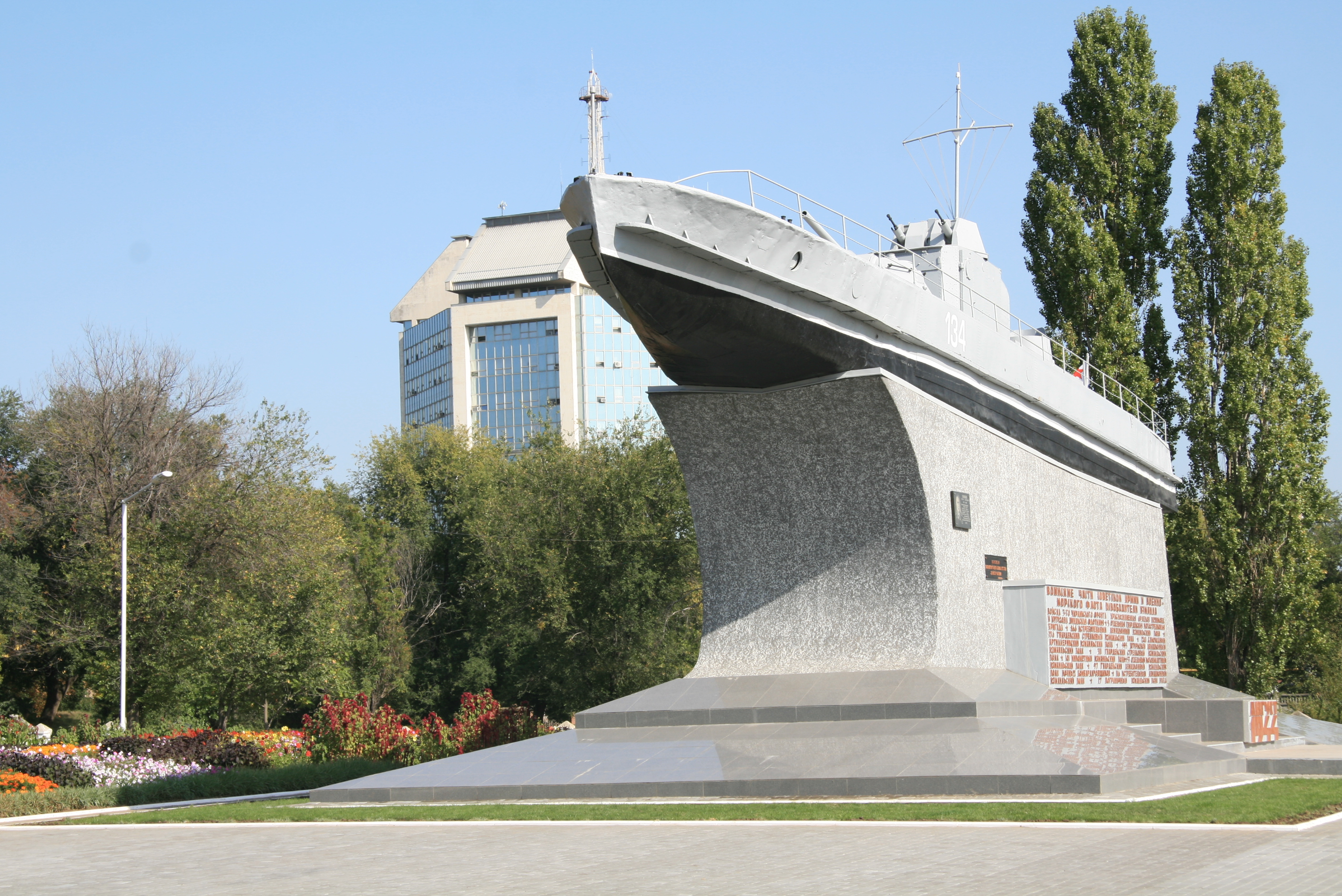
Загальний вигляд пам'ятника

Пам'ятник морякам Дунайської флотилії встановлено поряд із Ізмаїльським річковим та морським портом та представляє собою встановлений на п'єдесталі малий річковий бронекатер БКА-134 проєкту 1125, оснащений гарматою Ф-34, який стрімко долає велику хвилю. Розміри монумента — 24 на 3,2 метра. Над проектом працювали члени конструкторського бюро Дунайського пароплавства спільно з архітекторами Г. Стояновим та В. Єфімовим та викладачами і студентами ОТХУ М. Зоріним, Н.Мордик, А. Верьовкой. У спорудженні п'єдесталу використано метал, залізобетон, мармурову крихту і бронзу.
З одного боку п'єдесталу є напис: «Морякам Червонопрапорної орденів Кутузова та Нахімова Дунайської флотилії. Ізмаїл. 1967 г.». З іншого боку висічено: «Вічна слава героям, які відстояли свободу та незалежність нашої соціалістичної Батьківщини, врятував світ від фашистських поневолювачів. 1941-1945 рр.». У підстави постаменту встановлена стела визволителям Ізмаїла, на якій перераховані військові підрозділи, які брали участь у звільнені міста. На постаменті встановлено меморіальну дошку Сергію Горшкову (адмірал флоту, двічі Герой Радянського Союзу, командувач Азовської та Дунайської військових флотилій).
На п'єдесталі встановено оригінал судна, яке брало участь в операції «Кілія-Веке» 26 червня 1941 року з висадки та прикриттю вогнем радянських бійців, які штурмували берег противника.

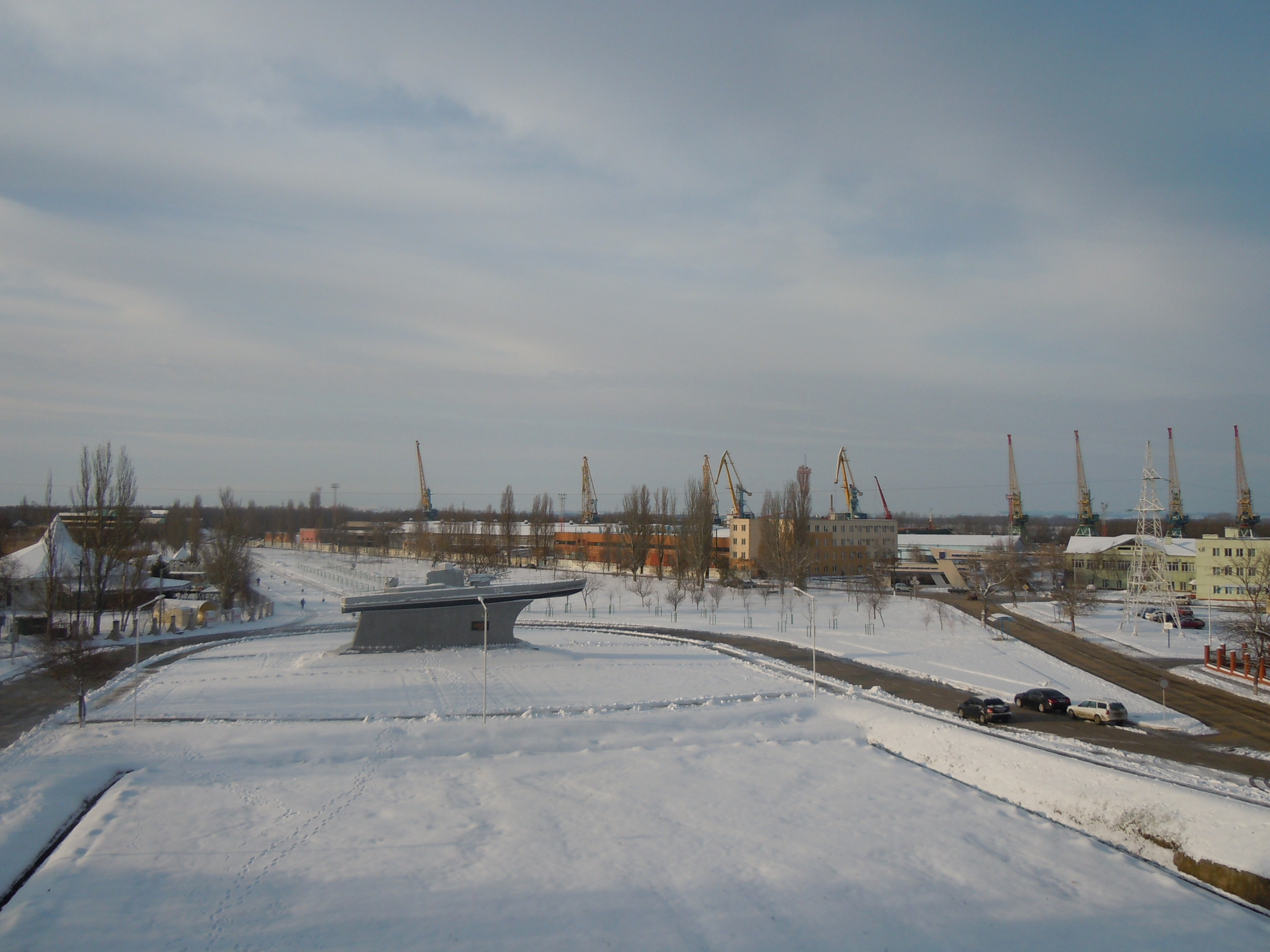
Пам'ятник Дунайській флотилії, зима

Командування Дунайської військової флотилії ухвалило рішення висадити десант в районі с. Переправа, розташованого навпроти Вилкове 11 липня 1941 року. Батареї противника прострілювали все плесо, чим ускладнювали зв'язок флотилії з морем. До складу десантної групи кораблів увійшов й БКА-134. Але при підході до ворожого берега один з катерів з десантниками сів на мілину та одразу був обстріляний німецькими батареями. На ньому зайнялася пожежа, загинули командир висадки старший лейтенант К. Зайцев, командир катера та його команда. Десантникі, які опинилися у воді, потрапили під ворожий обстріл. На виручку побратимам відправив бронекатер командир БКА-134 лейтенант Павлов. В результаті обстрілу загинули й лейтенант Павлов, й бронекатер.
Згодом, був новий бронекатер-134 під командуванням старшого лейтенанта Володимира Гусятника, призначений командиром у грудні 1942 року. Збудований у Зеленодольську бронетанкер у травні 1943-го був зданий державній комісії, а першим бойовим завданням для екіпажу стала участь у Керченській десантної операції — перекидка підкріплення до Криму. Далі він надходить до оперативного підпорядкування командира Керченської військово-морської бази контрадмірала Г. Холостякова. У березні 1945 року бронекатр-134 брав участь у прориві та висадці десанту у районі Естергемского моста, що стало останньою бойовою операцією БКА-134. Всього ж за час бойової служби їх було 19, при цьому не було втрачено жодної людини з команди.
Рішення про будівництво пам'ятника на громадських засадах було прийнято на спільному засіданні бюро міського комітету КПУ та виконкому міськради депутатів трудящих 3 квітня 1967 року. Урочиста закладка пам'ятника відбулася 9 травня того ж року. Урочисте відкриття пам'ятника відбулося 30 липня 1967 року до Дня військово-морського флоту.